# Dentro (série télévisée)
Dentro est une série télévisée portugaise diffusée en 2016 par RTP1 et produite par HOP, !

## Synopsis
Pedro, un jeune homme tout juste diplômé en psychologie, est placé comme interne dans une prison pour femmes. Le psychologue en chef, faute de pouvoir suivre tous les cas, lui confie quelques cas de détenus qui ont besoin d'un soutien psychologique. De plus, Pedro, avec sa jeunesse, a également un grand désir de changer et d'humaniser les conditions de la prison et des détenus. Pedro rencontre rapidement le noyau des détenus qui deviennent des personnages centraux de la série et suit leur cas. De plus, chaque épisode met en scène un cas particulier lié aux différents types de crimes couramment commis par les femmes et à leurs caractéristiques psychologiques. Pedro a aussi une vie en dehors de l'établissement, qui est mise en péril dès son entrée dans l'établissement

## Distribution

### Acteurs principaux
- Miguel Nunes : Pedro Conrado
- Vera Kolodzig : Marta Correia
- Susana Mendes : Cátia Silva
- Margarida Cardeal : Elsa Teixeira

- Carla Galvão : Luísa Maia
- Elsa Valentim : Manuela Maia
- Luísa Cruz : Glória Azevedo, Réalisatrice
- Pedro Frias : Dr Álvaro Barbosa
- Ana Cunha : Anabela Azevedo, Psychologue
- Teresa Tavares : Isabel Neves
- Maria Henrique : Idalina, Chef adjoint
- Susana Madeira : Rosado, garde

- Rute Miranda : Ferreira, garde

### Invités
- Paulo Calatré : Professeur des Universités
- Sara Barros Leitão : Susana Faísca
- Eva Barros : Joana
- Pedro J. Ribeiro : Anibal
- Miguel Lemos : Lopes, garde
- Mariana Sampaio : Liliana
- Ângela Marques : Emília
- Ivo Bastos : Dentiste
- Sara Costa : Pires, garde
- Adriana Faria : Célia
- João Cardoso : Prêtre
- Paula Só : Alzira
- Katarina Maia : Inês

## Prix
| Nommé         | Prix           | Catégorie                                | Résultat |
| ------------- | -------------- | ---------------------------------------- | -------- |
| Dentro        | Prémios Áquila | Meilleure série, mini-série ou téléfilm  | Indiqué  |
| Susana Mendes | Prémios Áquila | La meilleure actrice dans un second rôle | Indiqué  |